# Terra Bella (Kalifornija)
Terra Bella je naseljeno područje za statističke svrhe u američkoj saveznoj državi Kalifornija. Prema popisu stanovništva iz 2010. u njemu je živjelo 3.310 stanovnika.